# Ferenc Hatlaczky
Ferenc Hatlaczky (Vecsés, 17 de enero de 1934-Budapest, 8 de septiembre de 1986) fue un deportista húngaro que compitió en piragüismo en la modalidad de aguas tranquilas.
Participó en los Juegos Olímpicos de Melbourne 1956, obteniendo una medalla de plata en la prueba de K1 10 000 m. Ganó cinco medallas en el Campeonato Mundial de Piragüismo en los años 1954 y 1958, y una medalla en el Campeonato Europeo de Piragüismo de 1959.

## Palmarés internacional
| Juegos Olímpicos   | Juegos Olímpicos       | Juegos Olímpicos  | Juegos Olímpicos |
| Año                | Lugar                  | Medalla           | Evento           |
| ------------------ | ---------------------- | ----------------- | ---------------- |
| 1956               | Melbourne (Australia)  | Medalla de plata  | K1 10 000 m      |
| Campeonato Mundial |                        |                   |                  |
| Año                | Lugar                  | Medalla           | Evento           |
| 1954               | Mâcon (Francia)        | Medalla de bronce | K1 1000 m        |
| 1954               | Mâcon (Francia)        | Medalla de oro    | K1 10 000 m      |
| 1954               | Mâcon (Francia)        | Medalla de plata  | K1 4 × 500 m     |
| 1958               | Praga (Checoslovaquia) | Medalla de plata  | K1 1000 m        |
| 1958               | Praga (Checoslovaquia) | Medalla de plata  | K1 4 × 500 m     |
| Campeonato Europeo |                        |                   |                  |
| Año                | Lugar                  | Medalla           | Evento           |
| 1959               | Duisburgo (RFA)        | Medalla de oro    | K1 10 000 m      |